# Heiligenberg
Heiligenberg là một thị xã thuộc huyện Bodenseekreis, bang Baden-Württemberg, Đức. Nơi này cách Salem khoảng 7 km về phía bắc.